# Reuben Meade
Reuben Meade (ur. 1952) – polityk, szef ministrów Montserratu w latach 1991–1996 oraz od 10 września 2009 do 12 września 2014.

## Życiorys
Reuben Meade, urodzony w 1952, pełni funkcję przewodniczącego Ruchu na rzecz Zmian i Dobrobytu (MCAP, Movement for Change and Prosperity). Od 10 października 1991 do 13 listopada 1996 zajmował stanowisko szefa ministrów wyspy. 
W wyborach parlamentarnych na Montserracie z 8 września 2009 jego partia odniosła zwycięstwo, zdobywając 6 z 9 miejsc w parlamencie. 10 września 2009 zastąpił Lowella Lewisa na stanowisku szefa ministrów. Obejmując urząd oświadczył, że jego priorytetem będzie ożywienie gospodarki Montserratu.